# Fran Lhotka
Fran Lhotka, batejat František Lhotka (Mladá Vožice, Bohèmia Meridional, Txèquia, 25 de desembre, 1883 – Zagreb, Croàcia, 26 de gener, 1962), va ser un compositor musical croat d'origen txec.

## Biografia
El pare de Fran Lhotka treballava a la finca de Küenburg com a gerent d'estable. Per tant, va passar la seva infantesa a les finques del comte als voltants de Praga. Es va graduar a l'escola secundària i va ingressar al Conservatori de Praga, on va estudiar trompa i composició. Els seus professors van ser Karel Stecker, Josef Klička i Antonín Dvořák. Després de graduar-se al conservatori i al servei militar, l'any 1908 va ser nomenat professor a l'Escola de Música de Yekaterinoslav (avui Dnipropetrovsk. El seu col·lega en aquesta escola era un altre compositor txec, Jaroslav Křička.
El 1909 va marxar a Croàcia i es va convertir en l'acompanyant i trompista de l'òpera del Teatre Nacional Croat de Zagreb. Va ensenyar a l'Escola de Música de l'Institut Croat de Música, l'any 1918 va ser nomenat professor de l'Acadèmia de Música, i el 1923 en va ser rector. Va impartir assignatures teòriques i va publicar llibres de text sobre harmonia (Harmonija - osvoni homofonog sloga) i direcció (Dirigaranje). Durant els anys 1912–1920, va ser el mestre de cor del cor Lisinski, amb el qual va aconseguir un gran èxit de públic a Iugoslàvia i a l'estranger. Es va fusionar completament amb l'entorn croat, va començar a utilitzar la forma croata del seu nom de pila i generalment es coneix com a compositor croat. Es va retirar durant la Segona Guerra Mundial, però immediatament després de la guerra va tornar a l'Acadèmia i hi va treballar fins al 1952.
El 1912 es va casar amb la seva alumna, la pianista Iva Antolkovičová. Van tenir tres fills: Ivo Lhotka-Kalinski (1913–1987) es va convertir en un important compositor de música croat, Aleksander Lhotka és un consultor de música de cinema i Nedad Lhotka es va convertir en solista de ballet i va actuar a les estrenes dels ballets del seu pare.
Va ser un compositor polifacètic, però es va fer famós sobretot pels seus ballets, que va preparar en col·laboració amb els principals artistes de dansa iugoslaus Pio i Pina Mlakarova. Va morir a Zagreb i està enterrat al cementiri de Mirogoj.